# Гигант из Кастельно

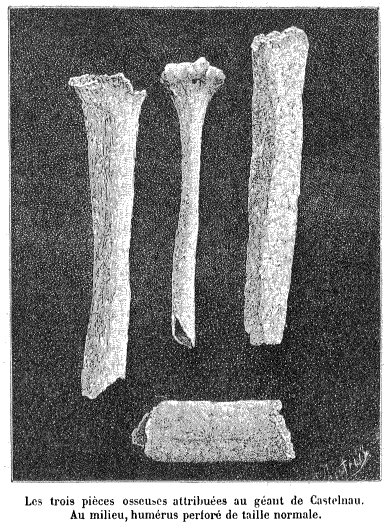
Три костяных фрагмента (плечевая кость, большеберцовая кость и малоберцовая кость) в сравнении с плечевой костью нормального размера (по центру).

Выражение «Гигант из Кастельно» ссылается на три костяных фрагмента (плечевая кость, большеберцовая кость и малоберцовая кость) найденные Жоржем Ваше де Лапужем в 1890 году в осадочной породе Тумулуса, которые, вероятно, датируются неолитом. Согласно де Лапужу, ископаемые кости могли принадлежать одному из самых высоких людей, которые когда-либо существовали. Исходя из размера кости он предположил, что её владелец мог быть около 3.5 м ростом.

## Открытие
Кости были найдены антропологом Жоржем Ваше де Лапужем на кладбище бронзового века Кастельно-ле-Лез, Франция, зимой 1890 года. Его находки были опубликованы в журнале La Nature, выпуск 18, 1890 года. Высота личности, согласно де Лапужу, была приблизительно 3.5 м (11 футов 6 дюймов) а кости датированы Неолитом, поскольку были найдены на дне Тумулуса бронзового века. В журнале также было фото костей, идентифицированных как плечевая, большеберцовая и малоберцовая кости в сравнении с плечевой костью человека среднего роста (на фото по центру).
В журнале La Nature де Лапуж описывал свою находку в деталях: «Полагаю, будет лишним обращать внимание на то, что кости бесспорно принадлежали человеку, несмотря на их огромный размер… первая кость — средняя часть ствола бедренной кости, длиной 14 см, практически цилиндрической формы, окружность — 16 сантиметров… второй фрагмент — средняя и верхняя части ствола берцовой кости… окружность — 13 см на питательном отверстии… длина фрагмента 26 см… третий необыкновенный кусок был опознан хорошим анатомом как нижняя часть плечевой кости… объем костей был вдвое выше, чем у костей нормального размера. Исходя из анатомии обычного человеческого тела эти кости превышают нормальный размер почти вдвое… этот человек, вероятнее всего, был около 3.5 м ростом».
Кости гиганта из Кастельно были изучены и исследованы в Университете Монпелье М. Сабатье, профессором Зоологии, и М. Делажем, профессором палеонтологии. В 1892 году кости были изучены Доктором Паулем Луи Андре Кинером, профессором патологической анатомии в Школе Медицины Монпелье, где он признал, что они принадлежали «представителю очень высокой расы».
Интересно, что в 1894 году, во время выкапывания водного резервуара в Монпелье, Франция (В 5 км. Юго-Западнее от Кастельно) рабочие обнаружили человеческие черепа «28, 31 и 32 дюйма в окружности», которые, вместе с другими аномально большими костями, указывали на то, что они принадлежали расе людей «ростом от 10 до 15 футов»
Кости были отправлены во Французскую академию наук для дальнейшего изучения..